# الأدب بلغات بريطانيا الأخرى
بالإضافة إلى اللغة الإنجليزية، كُتب الأدب بمجموعة متنوعة من اللغات الأخرى في بريطانيا، والتي تتألف من المملكة المتحدة، وجزيرة مان وجزر القنال (جزيرة مان وأقاليم غيرنسي وجيرزي ليست جزءًا من المملكة المتحدة، ولكنها وثيقة الارتباط بها، كونها ملحقات بالتاج البريطاني). هذا يشمل الأدب باللغات الإسكتلندية، والغيلية، والويلزية، واللاتينية، والكورنية، والأنغلو نورمانية، والغيرنزية، والجيرزية، والمنكية، والأيرلندية (لكن فقط في أيرلندا الشمالية بعد عام 1922). يُعامل الأدب المكتوب بالأنغلوساكسونية (الإنجليزية القديمة) معاملة الأدب الإنجليزي وأدب اللغات الإسكتلندية معاملة الأدب الإسكتلندي.

## الهوية البريطانية
تغيرت طبيعة الهوية البريطانية عبر الزمن. عُرفت الجزيرة التي تضم إنجلترا، وإسكتلندا، وويلز باسم بريطانيا منذ عهد بلينيوس الأكبر الروماني (بين 23 – 79 م تقريبًا). رغم أن السكان الأصليين كانوا يتحدثون اللغات الكلتية المختلفة بصورة رئيسية، بدأ اعتبار اللغة الإنجليزية لغة وطنية منذ الغزو الأنغلوساكسوني في نحو عام 450 م.
انضمت الأجزاء المتعددة التي تشكل المملكة المتحدة الحالية في أوقات مختلفة. ضُمت ويلز إلى مملكة إنجلترا في ظل مراسيم التوحيد لعامي 1536 و1542، ولم تصبح مملكة إنجلترا مملكة بريطانيا العظمى حتى توقيع اتفاقية بين إنجلترا وإسكتلندا في عام 1707. في عام 1801، اندمجت هذه المملكة مع مملكة أيرلندا لتشكلا مملكة بريطانيا العظمى وأيرلندا. بقيت إسكتلندا وويلز وكورنوول وأيرلندا تتحدث اللغات الكلتية حتى أوقات حديثة نسبيًا، وما زالت باقية لا سيما في أجزاء من ويلز.
بعد ذلك، أدى أثر الاتحادية البريطانية إلى تقسيم جزيرة أيرلندا في عام 1921، ما يعني أن الأدب في جمهورية أيرلندا ليس بريطانيًا، مع أن أدب أيرلندا الشمالية أيرلندي وبريطاني في آن معًا. في الآونة الأخيرة، تغيرت العلاقة بين إنجلترا وويلز وإسكتلندا عبر تأسيس برلمانات في كلا البلدين، إضافة إلى البرلمان البريطاني في لندن.

## بدايات بريطانيا: 450 – 1100 م
استمرت كتابة الأدب اللاتيني، الكنسيّ في معظمه، في القرون التي تلت انسحاب الإمبراطورية الرومانية في مطلع القرن الخامس، بما في ذلك سجلات بيدا التاريخية (672/673 – 735)، والتاريخ الكنسي للإنجليز، وغيلداس (نحو 500 – 570)، وعن دمار وغزو بريطانيا.
تحدث العديد من البريطانين مجموعة مختلفة من اللغات الكلتية آنذاك ومن أهم الأعمال المكتوبة الباقية من وقتها واي غوغودين ومابينوغون. واي غوغودين هي قصيدة قروسطية ويلزية تتألف من سلسلة من المرثيات المكتوبة لرجال مملكة غوغودين البريطونيكية وحلفائها الذين، وفقًا للتفسير الاتفاقي، قضوا أثناء قتالهم شعب الأنجل من مملكة ديرا وبرنيسيا في منطقة تدعى كاترايث في عام 600 م تقريبًا. نُسبت تقليديًا للشاعر أنيرين، وبقي منها مخطوط واحد فقط، معروف باسم كتاب أنيرين. يُعد اسم مابينوغيون عنوانًا ملائمًا لمجموعة من إحدى عشرة قصة نثرية جُمعت من مخطوطين قروسطيين ويلزيين يُعرفان باسمي كتاب ريدريتش الأبيض (نحو عام 1350) وكتاب هيرجيست الأحمر (1382 – 1441). المخطوطتان مكتوبتان بالويلزية الوسطى، وهي اللغة الأدبية الشائعة بين نهاية القرن الحادي عشر والقرن الرابع عشر. تتضمنان الحكايات الأربع التي تشكل «فروع مابينوغي الأربعة». تستند الحكايات على الميثولوجيا الكلتية السابقة للمسيحية، وعناصر الحكايات الخرافية العالمية، والتقاليد التاريخية من بدايات القرون الوسطى.
منذ القرن الثامن وحتى القرن الخامس عشر، استعمر المستوطنون من الفايكنج والشماليين وسلالتهم مناطق مما يُعرف اليوم بإسكتلندا المعاصرة. ما زال بعض الشعر المكتوب باللغة النوردية القديمة المتعلق بهذه الفترة موجودًا، بما في ذلك ملحمة أوركنيينغا وهي رواية تاريخية عن تاريخ جزر أوركني، منذ احتلالها من قبل الملك النرويجي في القرن التاسع وصولًا إلى نحو العام 1200.